# 霍智宇
霍智宇（1978年5月2日—）是已经退役的中国足球运动员，司职中场。
霍智宇被上海申花主教练安杰依从宝钢队选入申花梯队，到2002年俱乐部重组时被挂牌出售，加盟云南红塔。2003年赛季结束后，云南红塔被降级的重庆力帆收购，霍智宇也来到了重组的重庆力帆。
2004年6月20日，中超联赛第7轮重庆力帆主场迎战四川冠城。本场比赛霍智宇梅开二度，帮助主队2-0战胜对手，赢得了重庆力帆在中超联赛中的第一场胜利。霍智宇这两粒进球分别是中超联赛的第98球和第100球，从而载入中超史册。同时这也是霍智宇第一次代表重庆力帆在联赛中进球。
2007年赛季开始前，霍智宇患上了心肌炎，被俱乐部挂牌但是无人问津，他回到上海疗养，就此告别了职业足球。